# Élections législatives de 1988 dans les Hautes-Pyrénées
Les élections législatives françaises de 1988  se déroulent les 5 et 12 juin 1988. Dans le département des Hautes-Pyrénées, trois députés sont à élire dans le cadre de trois circonscriptions.

## Élus
| Circonscription | Député sortant        | Parti                 | Parti                 | Député élu ou réélu | Parti | Parti    |
| --------------- | --------------------- | --------------------- | --------------------- | ------------------- | ----- | -------- |
| 1re             | Scrutin proportionnel | Scrutin proportionnel | Scrutin proportionnel | Pierre Forgues      |       | PS       |
| 2e              | Scrutin proportionnel | Scrutin proportionnel | Scrutin proportionnel | Claude Gaits        |       | MRG      |
| 3e              | Scrutin proportionnel | Scrutin proportionnel | Scrutin proportionnel | Claude Miqueu       |       | diss. PS |

## Positionnement des partis
L'UDF et le RPR se présentent unis sous l'étiquette « Union du Rassemblement et du Centre » tandis que les candidats du Parti socialiste se rangent sous la bannière de la « Majorité présidentielle pour la France unie », slogan de la campagne présidentielle de François Mitterrand.

## Résultats

### Résultats à l'échelle du département
| Parti          | Parti                               | Premier tour | Premier tour | Second tour | Second tour | Sièges |
| Parti          | Parti                               | Voix         | %            | Voix        | %           | Sièges |
| -------------- | ----------------------------------- | ------------ | ------------ | ----------- | ----------- | ------ |
|                | Parti socialiste                    | 28 154       | 25,07        | 36 860      | 29,97       | 1      |
|                | Mouvement des radicaux de gauche    | 14 995       | 13,35        | 22 323      | 18,15       | 1      |
|                | diss. Parti socialiste              | 9 406        | 8,38         | 13 592      | 11,05       | 1      |
|                | La France unie                      | 52 555       | 46,80        | 72 775      | 59,18       | 3      |
|                |                                     |              |              |             |             |        |
|                | Union pour la démocratie française  | 30 710       | 27,35        | 38 723      | 31,49       | 0      |
|                | Rassemblement pour la République    | 8 084        | 7,20         | 11 483      | 9,34        | 0      |
|                | Union du Rassemblement et du Centre | 38 794       | 34,55        | 50 206      | 40,82       | 0      |
|                |                                     |              |              |             |             |        |
|                | Parti communiste français           | 13 373       | 11,91        |             |             | 0      |
|                | Front national                      | 6 610        | 5,89         | 0           |             |        |
|                | Ligue communiste révolutionnaire    | 965          | 0,86         | 0           |             |        |
|                |                                     |              |              |             |             |        |
| Inscrits       | Inscrits                            | 171 724      | 100,00       | 171 697     | 100,00      | 3      |
| Abstentions    | Abstentions                         | 57 077       | 33,24        | 45 498      | 26,5        |        |
| Votants        | Votants                             | 114 647      | 66,76        | 126 199     | 73,5        |        |
| Blancs et nuls | Blancs et nuls                      | 2 350        | 2,05         | 3 218       | 2,55        |        |
| Exprimés       | Exprimés                            | 112 297      | 97,95        | 122 981     | 97,45       |        |

### Résultats par circonscription

#### Première circonscription (Bagnères-de-Bigorre)
| Candidat       | Candidat                     | Parti           | Premier tour | Premier tour | Second tour | Second tour |  |
| Candidat       | Candidat                     | Parti           | Voix         | %            | Voix        | %           |  |
| -------------- | ---------------------------- | --------------- | ------------ | ------------ | ----------- | ----------- |  |
|                | Pierre Forgues sortant réélu | PS              | 19 215       | 47,95        | 25 552      | 59,17       |  |
|                | Pierre Bleuler sortant       | UDF (CDS) (URC) | 14 698       | 36,67        | 17 632      | 40,83       |  |
|                | Michel Cassagne              | PCF             | 4 281        | 10,68        |             |             |  |
|                | Michel Debaecker             | FN              | 1 883        | 4,7          |             |             |  |
|                |                              |                 |              |              |             |             |  |
| Inscrits       | Inscrits                     | Inscrits        | 59 423       | 100,00       | 59 407      | 100,00      |  |
| Abstentions    | Abstentions                  | Abstentions     | 18 423       | 31           | 14 977      | 25,21       |  |
| Votants        | Votants                      | Votants         | 41 000       | 69           | 44 430      | 74,79       |  |
| Blancs et nuls | Blancs et nuls               | Blancs et nuls  | 923          | 2,25         | 1 246       | 2,8         |  |
| Exprimés       | Exprimés                     | Exprimés        | 40 077       | 97,75        | 43 184      | 97,2        |  |

#### Deuxième circonscription (Tarbes - Lourdes)
| Candidat       | Candidat               | Parti          | Premier tour | Premier tour | Second tour | Second tour |  |
| Candidat       | Candidat               | Parti          | Voix         | %            | Voix        | %           |  |
| -------------- | ---------------------- | -------------- | ------------ | ------------ | ----------- | ----------- |  |
|                | Gérard Trémège sortant | UDF (PR) (URC) | 16 012       | 41,28        | 21 091      | 48,58       |  |
|                | Claude Gaits élu       | MRG (PS)       | 14 995       | 38,66        | 22 323      | 51,42       |  |
|                | Jean Vieu              | PCF            | 4 277        | 11,03        |             |             |  |
|                | Alphonse Bertho        | FN             | 2 540        | 6,55         |             |             |  |
|                | Christian Zueras       | LCR            | 965          | 2,49         |             |             |  |
|                |                        |                |              |              |             |             |  |
| Inscrits       | Inscrits               | Inscrits       | 60 528       | 100,00       | 60 520      | 100,00      |  |
| Abstentions    | Abstentions            | Abstentions    | 20 844       | 34,44        | 15 877      | 26,23       |  |
| Votants        | Votants                | Votants        | 39 684       | 65,56        | 44 643      | 73,77       |  |
| Blancs et nuls | Blancs et nuls         | Blancs et nuls | 895          | 2,26         | 1 229       | 2,75        |  |
| Exprimés       | Exprimés               | Exprimés       | 38 789       | 97,74        | 43 414      | 97,25       |  |

#### Troisième circonscription (Tarbes - Vic-en-Bigorre)
| Candidat       | Candidat          | Parti          | Premier tour | Premier tour | Second tour | Second tour |  |
| Candidat       | Candidat          | Parti          | Voix         | %            | Voix        | %           |  |
| -------------- | ----------------- | -------------- | ------------ | ------------ | ----------- | ----------- |  |
|                | Claude Miqueu élu | diss. PS       | 9 406        | 28,13        | 13 592      | 37,35       |  |
|                | Jean Glavany      | PS             | 8 939        | 26,73        | 11 308      | 31,08       |  |
|                | Éric Baseilhac    | RPR (URC)      | 8 084        | 24,18        | 11 483      | 31,56       |  |
|                | Jean Portejoie    | PCF            | 4 815        | 14,40        |             |             |  |
|                | Albert Sauvanet   | FN             | 2 187        | 6,54         |             |             |  |
|                |                   |                |              |              |             |             |  |
| Inscrits       | Inscrits          | Inscrits       | 51 773       | 100,00       | 51 770      | 100,00      |  |
| Abstentions    | Abstentions       | Abstentions    | 17 810       | 34,4         | 14 644      | 28,29       |  |
| Votants        | Votants           | Votants        | 33 963       | 65,6         | 37 126      | 71,71       |  |
| Blancs et nuls | Blancs et nuls    | Blancs et nuls | 532          | 1,57         | 743         | 2           |  |
| Exprimés       | Exprimés          | Exprimés       | 33 431       | 98,43        | 36 383      | 98          |  |